# Aquilino Ribeiro
Aquilino Gomes Ribeiro ComL (Carregal, Sernancelhe, 13 de setembro de 1885 – Prazeres, Lisboa, 27 de maio de 1963) foi um destacado escritor português, e ativista político antimonárquico e anti ditadura portuguesa.
É considerado por alguns como um dos romancistas mais fecundos da primeira metade do século XX. Iniciou a sua obra em 1907 com o folhetim A Filha do Jardineiro e depois 1913 com os contos de Jardim das Tormentas e com o romance A Via Sinuosa, 1918, e mantém a qualidade literária na maioria dos seus textos, publicados com regularidade e êxito junto do público e da crítica.

## Biografia

### Nascimento e infância
Aquilino Ribeiro nasce em 13 de setembro de 1885, em Carregal, concelho de Sernancelhe, filho natural (o último de quatro) do padre Joaquim Francisco Ribeiro, natural de Soutosa (Moimenta da Beira), e da camponesa Mariana do Rosário Gomes, tendo uma irmã mais velha (Maria do Rosário) e dois irmãos mais velhos (Melchior e Joaquim). Foi batizado na Igreja Matriz dos Alhais, no concelho de Vila Nova de Paiva, em 7 de novembro de 1885, como filho natural de Mariana do Rosário, natural e moradora na freguesia de Peva, Moimenta da Beira. Aquilino Ribeiro foi perfilhado pelo padre Joaquim Francisco Ribeiro apenas após a sua morte, a 1 de março de 1965.
Viveu uma infância plenamente inserida no meio rural. Brincava na rua com as outras crianças da sua idade, admirava os pássaros e, no limiar da adolescência, gostava de montar a cavalo e de caçar.
Em 1895, já a viver no concelho de Moimenta da Beira, realizou o exame de instrução primária e entrou no Colégio de Nossa Senhora da Lapa. Em 1900 entrou no Colégio de Lamego, em Lamego e, a seguir, foi mandado para o Seminário de Beja — para onde iam os ordenandos mais recalcitrantes, dirá o escritor, nas suas memórias — obedecendo a um desejo da sua mãe, que queria fazê-lo sacerdote.
Aquilino seria expulso do Seminário em 1904, depois de ter dado uma réplica cortante a uma acusação do padre Manuel Ançã, um dos diretores da instituição. Regressado a Soutosa, daí saiu ao fim de dois anos, rumo a Lisboa.

### Ativista antimonárquico
Começava a sua conspiração contra a monarquia liberal desvirtuada por governos autoritários. Em 1906 começa a colaborar no jornal republicano A Vanguarda. Em 1907, em parceria com José Ferreira da Silva, escreve A Filha do Jardineiro, obra de ficção de propaganda republicana e de crítica às figuras do regime. Entra a seguir para a Loja Montanha do Grande Oriente Lusitano, em Lisboa, a convite de Luz de Almeida.
É também em 1907 que Aquilino é preso, acusado de ser anarquista, na sequência de uma explosão no seu quarto na Rua do Carrião, em 28 de novembro, em Lisboa, na qual morreu inclusive um carbonário.
No ano seguinte, em 1908, Aquilino evade-se da prisão, em 12 de janeiro, e durante a clandestinidade em Lisboa mantém contacto com os regicidas e tem conhecimento dos seus planos. Ribeiro refugiou-se numa casa de Meira e Sousa, na Rua Nova do Almada, em frente ao Tribunal da Boa Hora.
Fugiu para Paris após o regicídio. 

### Exílio, estudo, família e escrita
Em 1910, estuda na Faculdade de Letras da Sorbonne. Vem a Portugal após o 5 de outubro e regressa a Paris, onde conhecera a alemã Grete Tiedemann. Após uma estada na Alemanha, virá a casar com Grete. O casal regressa a Paris e, em 1914, nasce-lhes o primeiro filho, Aníbal Aquilino Fritz Tiedemann Ribeiro. Nesse mesmo ano ainda publicará um novo livro, Jardim das Tormentas.
Em 1915 a família é obrigada a regressar a Portugal na sequência dos conflitos da Primeira Grande Guerra. Aquilino, mesmo sem ter conseguido terminar a sua licenciatura, é admitido a lecionar no ensino secundário, sendo colocado como professor no Liceu Camões, onde ficará durante três anos.
Em 1918 publica A Via Sinuosa. No ano seguinte, em 1919, entra para a Biblioteca Nacional de Portugal, a convite de Raul Proença. Convive com o chamado Grupo da Biblioteca Nacional onde pontificam Jaime Cortesão e Raul Proença. Publica Terras do Demo, e a primeira versão do seu conto "Valeroso Milagre" na Revista Atlântida (nº 32), cuja trama se passa no Mosteiro de Nossa Senhora da Assunção de Tabosa, situado na sua freguesia natal, aquando das invasões francesas. É na Biblioteca Nacional que Aquilino Ribeiro é procurado por pessoas de suas relações para lhe mostrarem uma Acta do Regicídio.
Em 1921 integra a direção da revista Seara Nova. Em 1922 publica O Malhadinhas integrado no livro Estrada de Santiago, o qual inclui também uma nova versão do "Valeroso Milagre".

### Ativista anti ditadura nacional
Em 1927 entra na revolta de 7 de fevereiro, em Lisboa.
Exila-se em Paris. No fim do ano regressa a Portugal, clandestinamente, após falecer a primeira mulher. 
Em 1928 toma parte do frustrado movimento do regimento de Pinhel contra o governo e é preso em Contenças, juntamente com o Dr. António Gomes Mota, seguindo ambos para o presídio do Fontelo, em Viseu, donde se evadem a 15 de agosto de 1928, em circunstâncias rocambolescas. Percorrendo caminhos escusos, chegaram a Mundão, aldeia situada a 7 Km de Viseu, refugiando-se na "Casa da Fonte" do amigo Augusto Ferreira Gomes, que era então vereador da Câmara de Viseu. Embora os guardas o procurassem revistando toda a casa, não os encontraram graças a um esconderijo secreto. Protegidos pelos criados da casa, são acompanhados até Brufe e mais tarde volta a Paris.
Em Lisboa é julgado à revelia em Tribunal Militar e condenado.

### Nova vida no estrangeiro
A 27 de junho de 1929, casa em Paris com Jerónima Machado Guimarães (nascida em Coimbra, Sé Nova, a 13 de abril de 1897), filha do antigo Presidente da República, Bernardino Machado, e de Elzira Dantas Machado. Do casal virá a nascer em 1930 o segundo filho, Aquilino Ribeiro Machado, que viria a ser o 60.º Presidente da Câmara Municipal de Lisboa (1977-1979). 
Em 1931 vai viver para a Galiza. Em 1932 volta a Portugal clandestinamente. 
Em 1935 é eleito sócio correspondente da Academia das Ciências de Lisboa.
Em 1946 publica Aldeia, Terra, Gente e Bichos. Em 1951 publica Geografia Sentimental.
Em 1956 é fundador e presidente da Sociedade Portuguesa de Escritores.
Em 1957 publica A Casa Grande de Romarigães e, em 1958, Quando os Lobos Uivam. Neste mesmo ano é nomeado sócio efetivo da Academia das Ciências de Lisboa. Milita na candidatura de Humberto Delgado à presidência da República.
Em 1962 nasce-lhe a primeira neta, Mariana, a quem dedica O Livro da Marianinha.

### Morte e memórias
Morre no dia 27 de maio de 1963, aos 77 anos, vítima de hipertrofia da próstata e infeção urinária, no Hospital da CUF, freguesia dos Prazeres, em Lisboa. É sepultado no Cemitério dos Prazeres.
Em 1974 é publicado o livro de memórias Um Escritor Confessa-se. Como escreve José Gomes Ferreira no prefácio Aquilino sabe mentir a verdade.

## Prémios e distinções
Em 1933 recebe o Prémio Ricardo Malheiros da Academia das Ciências de Lisboa, pelo seu livro As Três Mulheres de Sansão.
Em 1952 faz uma viagem ao Brasil onde é homenageado por escritores e artistas, na Academia Brasileira de Letras. 
Em 1960 é proposto para o Prémio Nobel da Literatura por Francisco Vieira de Almeida, proposta subscrita por José Cardoso Pires, David Mourão-Ferreira, Urbano Tavares Rodrigues, José Gomes Ferreira, Maria Judite de Carvalho, Mário Soares, Vitorino Nemésio, Abel Manta, Alves Redol, Luísa Dacosta, Vergílio Ferreira, entre muitos outros.
Em 1963 é homenageado em várias cidades do país por ocasião dos cinquenta anos de vida literária.
Aquando da sua morte, a Censura comunicava aos jornais não ser mais permitido falar das homenagens que lhe estavam a ser prestadas. 
Em 1982, a 14 de Abril, é agraciado a título póstumo com o grau de Comendador da Ordem da Liberdade.
Em 2007, por decisão unânime, a Assembleia da República decide homenagear a sua memória e conceder aos seus restos mortais as honras de Panteão Nacional. A cerimónia de trasladação para o Panteão Nacional ocorreu a 19 de setembro desse mesmo ano, não obstante objeções por parte de alguns grupos de cidadãos, devido ao seu assumido envolvimento no Regicídio de 1908.

## Obras literárias

### Análise
A linguagem de Aquilino Ribeiro caracteriza-se fundamentalmente por uma excecional riqueza lexicológica e pelo uso de construções frásicas de raiz popular, cheias de regionalismos.
Aquilino foi sobretudo um estilista e, por isso, a sua linguagem vernácula é arejada, frequentemente condimentada nos diálogos com expressões entre grotescas e satíricas.
Apesar de ter optado por uma literatura de tradição, Aquilino procurou ao longo da sua vida uma renovação contínua de temas e processos, tornando-se assim muito difícil sistematizar a temática da sua vastíssima obra.
Num número considerável de obras, Aquilino reflecte, ainda que distorcidas pela imaginação, cenas da sua vida: o convívio com as gentes do campo, a educação ministrada pelos sacerdotes, as conspirações políticas, as fugas rocambolescas, os exílios.
É, ainda assim, "vítima" da mentalidade da sua época, aderindo a dogmas racistas, então populares em certos meios republicanos. Publica neste tópico, por exemplo, "Em torno do problema da raça", na revista Homens Livres, em que declara:
| “ | A raça (portuguesa) desce a vertente rápida do seu aniquilamento […] na sua maioria, é constituída por impaludados e luxuriosos, — impaludismo que a migração secular trouxe ao sangue português, e luxúria que, mercê do clima, educação sexual, cruzamento com outras raças inferiores, se infiltrou também no sangue da grei. | ” |

Até 1932, ano em que fixa residência na Cruz Quebrada, todos os ambientes, contextos e personagens que Aquilino cria, remetem para a sua querida Beira natal. O Malhadinhas, Andam Faunos pelos Bosques e Terras do Demo constituem o melhor exemplo desta situação. De facto, ver-nos-emos, com uma extrema facilidade, envolvidos com as suas personagens beirãs, os seus costumes, tradições e modos de falar típico. Aquilino Ribeiro como escritor não pode ser enquadrado em nenhuma das escolas e tendências da sua época.
Tem colaboração na II série da revista Alma nova (1915-1918) começada a publicar em Faro em 1914, na revista luso-brasileira Atlantida (1915-1920), na Ilustração (1926-), Homens Livres. (1923), no jornal Miau! (1916), Revista dos Centenários publicada por ocasião da Exposição do Mundo Português, na 1ª série da revista Panorama  (1941-1949) e na revista luso-brasileira Atlântico.

### Obras literárias
Biografia
- 1950 - Luís de Camões: fabuloso e verdadeiro (2 volumes)
- 1956 - O romance de Camilo (3 volumes) (Nota: a mais importante biografia de Camilo Castelo Branco já escrita e publicada)

Crítica literária
- 1949 - Camões, Camilo, Eça e alguns mais: ensaios de crítica histórico-literária. Lisboa: Bertrand, 1949. / Reed., 1975.

Contos
- 1907 - A filha do jardineiro
- 1913 - Jardim das tormentas (Prefácio: Carlos Malheiro Dias)
- 1919 - Valeroso milagre
- 1922 - Estrada de Santiago
- 1934 - Sonhos de uma noite de Natal
- 1935 - Quando ao gavião cai a pena

Memórias
- 1934 - É a guerra: diário
- 1935 - Alemanha Ensanguentada
- 1948 - Cinco réis de gente
- 1974 - Um escritor confessa-se (Edição póstuma)

Literatura infanto-juvenil
- 1924 - Romance da raposa
- 1936 - Arca de Noé I
- 1936 - Arca de Noé II
- 1936 - Arca de Noé III
- 1945 - O livro do menino Deus
- 1952 - Fernão Mendes Pinto: aventuras extraordinárias de um português no Oriente
- 1967 - O livro de Marianinha: lengalengas e toadilhas em prosa rimada (Edição póstuma)

Romances/Novelas
- 1918 - A via sinuosa
- 1919 - Terras do demo
- 1920 - Filhas da Babilónia
- 1926 - Andam faunos pelos bosques
- 1930 - O homem que matou o diabo
- 1932 - A batalha sem fim
- 1932 - As três mulheres de Sansão
- 1933 - Maria Benigna
- 1936 - Aventura maravilhosa de D. Sebastião Rei de Portugal depois da batalha com o Miramolim
- 1937 - São Bonaboião: anacoreta e mártir
- 1939 - Mónica
- 1941 - O servo de Deus e a casa roubada
- 1943 - Volfrâmio
- 1945 - Lápides partidas
- 1947 - Caminhos errados
- 1947 - O arcanjo negro
- 1954 - Humildade gloriosa
- 1957 - A Casa Grande de Romarigães
- 1958 - Quando os lobos uivam
- 1958 - A mina de diamantes (Nota: Edição conjunta com "O Malhadinhas")
- 1962 - Arcas encoiradas
- 1963 - Casa do escorpião

História
- 1943 - Os avós dos nossos avós
- 1952 - Príncipes de Portugal: suas grandezas e misérias

 Tradução 
- D. Quixote de la Mancha de Miguel de Cervantes Saavedra
- O príncipe perfeito, de Xenofonte (tradução e prefácio)
- A retirada dos dez mil, de Xenofonte (tradução e prefácio)
- O Santo (1907) de Antonio Fogazzaro

## Fundação Aquilino Ribeiro
Em 1988 foi instituída a Fundação Aquilino Ribeiro – Casa Museu – Biblioteca, com sede na localidade de Soutosa (Moimenta da Beira), na casa outrora utilizada pelo escritor admiravelmente por ele descrita. Na sua fundação teve como presidente Aníbal Aquilino Ribeiro, filho mais velho do escritor.

## Na cultura popular

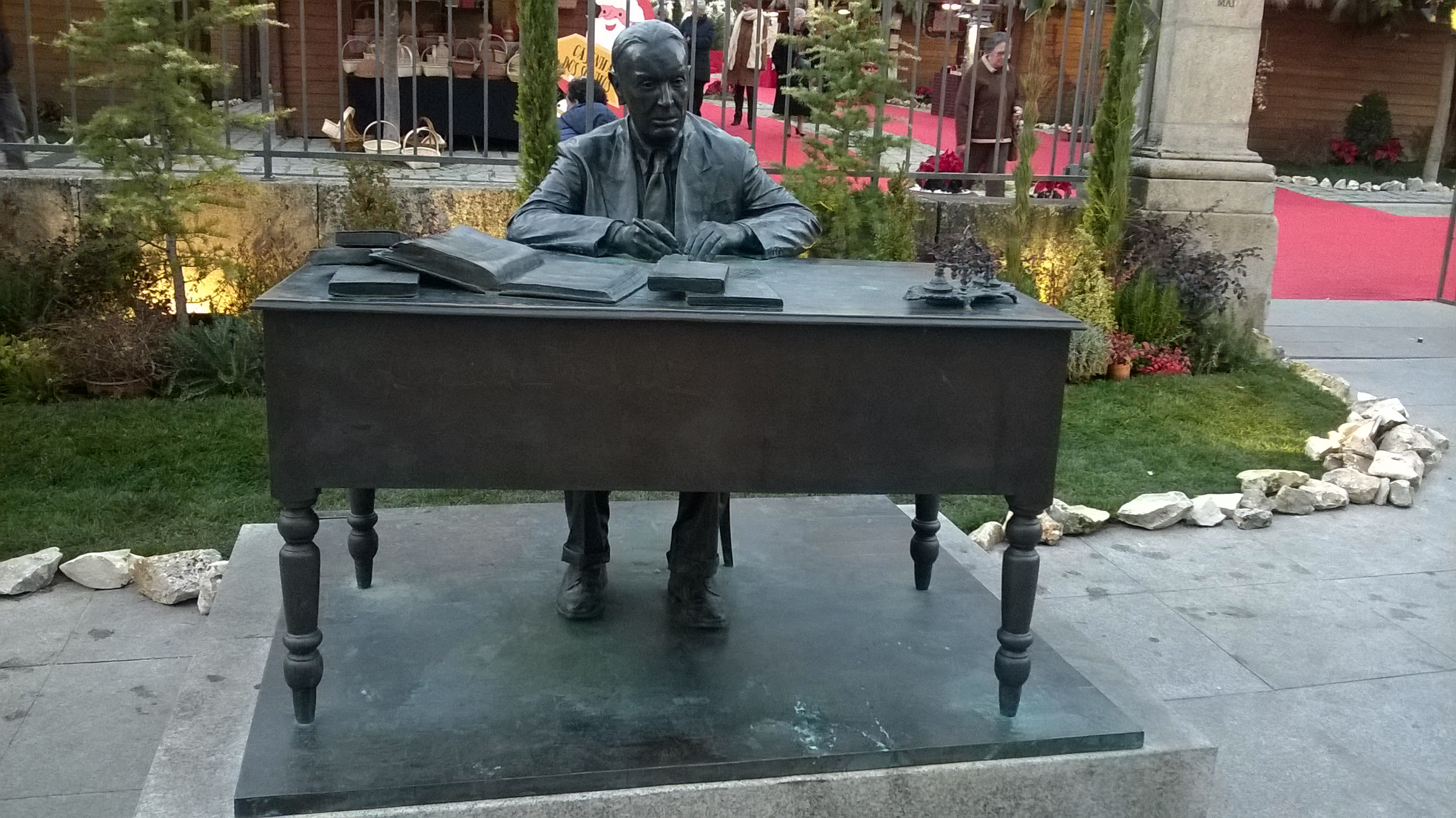
Monumento em homenagem a Aquilino Ribeiro, Viseu, Portugal.

### Televisão
- Biografia produzida pela RTP com autoria e apresentação de Óscar Lopes.
- "O Homem que Matou o Diabo", adaptação do romance, filme produzido pela RTP em 1979, emitido como série. Com Herman José, João Guedes, Ana Zanatti.
- O Romance da Raposa foi adaptado para uma série de televisão, de 13 episódios de 13 minutos cada, em 1988.[26] A série foi produzida pela RTP, Topefilme e Telecine. A adaptação esteve a cargo de Marcello de Morais, os diálogos e letras das canções foram escritos por Maria Alberta Menéres e a música foi da autoria de Jorge Machado. Ricardo Neto criou as personagens. A animação esteve a cargo de Artur Correia e Ricardo Neto.
- Quando os lobos uivam foi adaptado ao cinema numa produção, de 2008, da RTP.
- Aquilino é personagem da série O Dia do Regicídio produzida pela RTP em 2008.